# Adama Bojang
Adama Bojang, né le 28 mai 2004, est un footballeur international gambien qui joue au poste d'avant-centre au Stade de Reims.

## Biographie

### Carrière en club
Né en Gambie, Adama Bojang est formé par le Steve Biko FC dans son pays natal,,. 
Il séduit le Stade de Reims par ses performances lors de la Coupe d'Afrique des Nations U20 puis lors de la Coupe du Monde U20 et franchit un échelon en y paraphant un contrat de 4 ans. Pour sa première expérience à l'étranger et en Ligue 1, Will Still, l'entraîneur rémois, ne lui offre que des fins de rencontres à disputer. Au terme de la saison 2023-2024, il ne compte que neuf entrées en jeu en championnat à son actif, pour 75 minutes de jeu. Néanmoins, avec l'équipe réserve évoluant en National 3, il inscrit huit buts en huit rencontres, auteur notamment d'un quadruplé face à l'ASM Belfort lors d'une victoire neuf buts à deux pour la 2e journée et d'un triplé face à l'US Raon-l'Étape lors de la 4e journée, victoire quatre buts à trois.
Il est prêté en Suisse au Grasshopper Zurich pour la saison 2024-2025.

### Carrière en sélection
Adama Bojang est convoqué avec l'équipe de Gambie des moins de 20 ans pour participer en Coupe d'Afrique des nations du Sud des moins de 20 ans qui a lieu en février et mars 2023.
La Gambie atteint la finale de la compétition après sa victoire face au Nigeria (1-0), dont Bojang marque le seul but,, Il perd ensuite cette dernière rencontre face au Sénégal (0-2). Également auteur d'un triplé en quart de finale contre le Soudan du Sud, qualifiant ainsi la Gambie pour la Coupe du monde junior,, Bojang figure dans l'équipe type du tournoi.
Le 11 juin 2024, il joue son premier match avec la Gambie en entrant en jeu dans les dernières mintues lors d'une trois buts à deux contre le Gabon.

## Palmarès
Gambie -20 ans
- CAN - 20 ans
  - Finaliste en 2023

## Distinction personnelle
- Équipe type de la Can U20 2023